# The Last of Mrs. Cheyney (1937)
The Last of Mrs. Cheyney is een film uit 1937, onder regie van Richard Boleslawski. De film is een nieuwe versie van de film uit 1929, waarin Norma Shearer, Basil Rathbone en Hedda Hopper de hoofdrollen hadden.

## Verhaal
Lord Francis Kelton en diens vriend Lord Arthur Dilling lopen op een dag een vrouw genaamd Fay Cheyney tegen het lijf, en zijn beiden onder de indruk van haar. Ze blijkt een weduwe te zijn, die net vanuit de Verenigde Staten naar Londen is verhuisd. Ze wordt hier al snel de lieveling van de Britse aristocratische gemeenschap. Iedereen lijkt van haar onder de indruk, inclusief Arthurs rijke tante, de hertogin van Ebley. Ze nodigt Fay uit om het weekend bij haar door te brengen.
Arthur probeert Fay het hof te maken, maar ze negeert hem. Desondanks is haar butler, Charles, ervan overtuigd dat ze meer in Arthur ziet dan ze wil laten merken.
Wat echter niemand weet is dat Fay en haar “personeel” in werkelijkheid een juwelenroof plannen. Fay gebruikt haar charmes om binnen te dringen in aristocratische kringen om zo hun juwelen te bemachtigen. Tijdens haar verblijf bij de hertogin sluipt Fay de kamer uit, de probeert de parelketting van de hertogin te bemachtigen. Ze wordt echter onderbroken door Arthur, die haar net een huwelijksaanzoek kwam doen.
In Londen beginnen Fay’s handlangers zich zorgen te maken om haar gebrek aan succes. Fay krijgt ondertussen steeds meer twijfels over het beroven van de hertogin vanwege haar gastvrijheid. Charles overtuigt haar ervan dat ze zich niet kan terugtrekken uit het plan vanwege de anderen. Arthur ziet Charles rond het huis sluipen, en probeert hem over te halen te blijven daar hij vermoedt dat hij Charles ergens van kent. Charles slaat het aanbod af en vertrekt. Arthur herinnert zich dat hij Charles inderdaad kent van een incident bij de Riviera afgelopen jaar. Hij haast zich naar de kamer van de hertogin, en betrapt Fay met de parels. Hij probeert deze kennis te gebruiken om haar te chanteren, maar ze is niet onder de indruk en laat het alarm afgaan. Fay wordt gearresteerd.
De volgende ochtend, aan de ontbijttafel, onthult Arthur dat een brief die Lord Kelton geschreven had aan Fay wellicht gebruikt gaat worden tijdens de rechtszaak tegen haar. Tot afschuw van iedereen blijkt de brief gevoelige persoonlijke informatie over hen te bevatten. De groep besluit Fay’s borg te betalen en haar terugkeer naar Amerika te financieren als ze de brief vernietigt. Fay heeft de brief echter al vernietigd, en weigert elk aanbod voor hulp daar ze afstand wil doen van haar criminele leven. Ze wil Charles overhalen hetzelfde te doen. In plaats daarvan geeft Charles zichzelf aan bij de politie, en zorgt ervoor dat Fay wordt vrijgelaten. Arthur onthult dat hij met Fay zal trouwen. Dat zal dan het laatste zijn van Mrs. Cheyney, en het begin van Lady Dilling.

## Rolverdeling

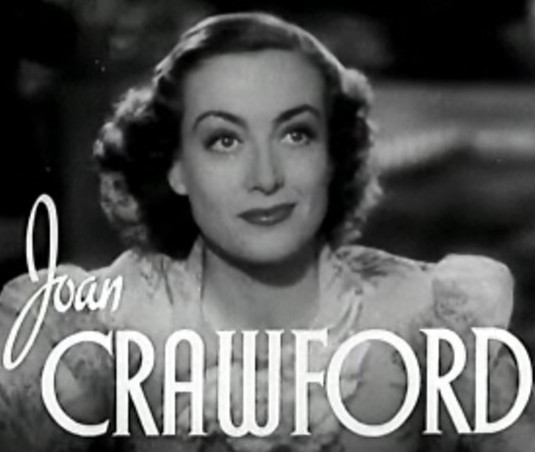
Joan Crawford

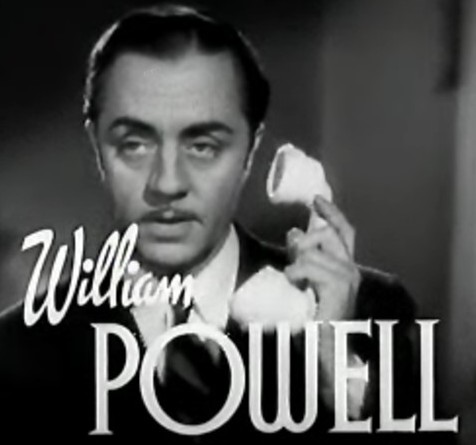
William Powell

| Acteur            | Personage              |
| ----------------- | ---------------------- |
| Joan Crawford     | Fay Cheyney            |
| William Powell    | Charles                |
| Robert Montgomery | Lord Arthur Dilling    |
| Jessie Ralph      | The Duchess of Ebley   |
| Frank Morgan      | Lord Francis Kelton    |
| Nigel Bruce       | Lord Willie Winton     |
| Colleen Clare     | Joan                   |
| Benita Hume       | Lady Kitty Winton      |
| Ralph Forbes      | Cousin John Clayborn   |
| Aileen Pringle    | Maria                  |
| Melville Cooper   | William 'Bill'         |
| Leonard Carey     | Ames                   |
| Sara Haden        | Anna                   |
| Lumsden Hare      | Inspecteur Witherspoon |
| Wallis Clark      | George                 |
| Barnett Parker    | Purser                 |

## Achtergrond
Regisseur Richard Boleslawski stierf onverwacht tijdens de productie. Daarom werd de film afgemaakt door Dorothy Arzner. Hij werd echter niet op de aftiteling vermeld.
De film is gebaseerd op het gelijknamige toneelstuk van Frederick Lonsdale.